# Barbara Marx Hubbard

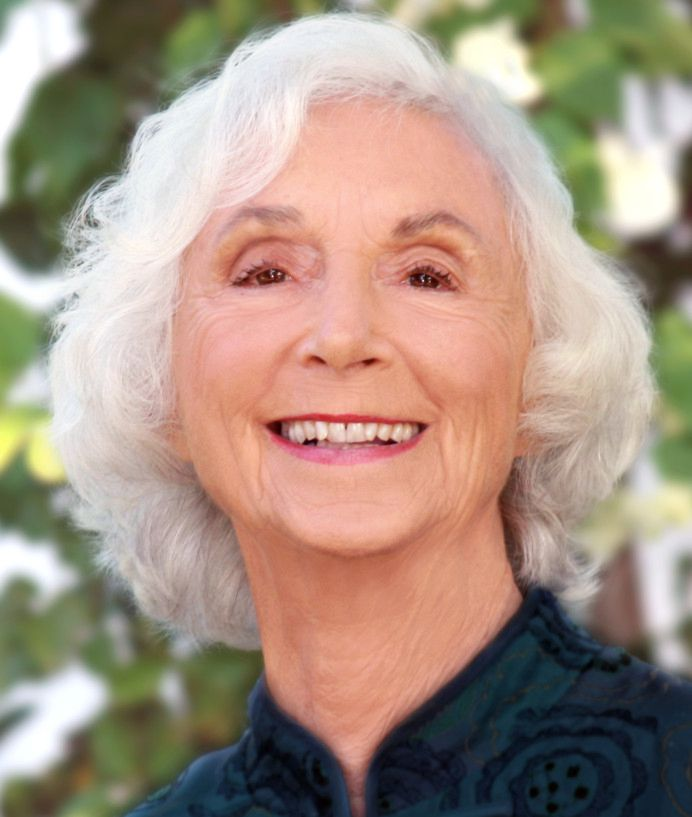
Barbara Marx Hubbard (2011)

Barbara Marx Hubbard (* 22. Dezember 1929 in New York City, New York als Barbara Marx; † 10. April 2019 in Loveland, Colorado) war eine US-amerikanische Futuristin, Autorin und Rednerin. Sie galt als eine prominente Vertreterin der New-Age-Bewegung und prägte den Begriff der „bewussten Evolution“ – die Idee, dass die Menschheit ihren evolutionären Fortschritt eigenständig und zielgerichtet gestalten sollte. Ihr Wirken umfasste die Gründung mehrerer Organisationen zur Förderung neuer gesellschaftlicher Visionen, ein breites publizistisches Werk über soziale und spirituelle Entwicklung sowie eine symbolische Kandidatur für das Amt des Vizepräsidenten der Vereinigten Staaten im Jahr 1984.

## Laufbahn
Barbara Marx wurde 1929 als älteste Tochter von Irene und Louis Marx in eine jüdische Familie in Manhattan geboren. Ihr Vater war ein erfolgreicher Spielzeugfabrikant – Presseberichte nannten ihn den „Spielzeugkönig“ Amerikas. Er zählte Persönlichkeiten wie den späteren US-Präsidenten Dwight D. Eisenhower zu seinen Bekannten. In jungen Jahren wurde Barbara dadurch mit einflussreichen Kreisen vertraut: Bereits mit Anfang 20 fragte sie Eisenhower provokativ nach dem „Zweck der Macht“, worauf der Präsident ihr keine Antwort geben konnte. Dieses Erlebnis, im Zusammenspiel mit einer Kindheit in materiellem Überfluss, inspirierte sie, sich auf die Suche nach einem höheren Sinn und den Zielen menschlichen Strebens jenseits von materiellem Reichtum zu begeben. Sie besuchte in New York die Dalton School und studierte anschließend Politikwissenschaft am Bryn Mawr College in Pennsylvania, wo sie 1951 ihren Abschluss erwarb. Ein Auslandsjahr führte sie an die Sorbonne und die Pariser Hochschule Sciences Po, wo sie nicht nur ihr Interesse an globalen Fragen vertiefte, sondern auch ihren zukünftigen Ehemann kennenlernte, den US-amerikanischen Maler Earl Hubbard, den sie im Januar 1951 heiratete. Das Paar ließ sich nach dem Studium in Connecticut nieder, wo Earl Hubbard als Künstler tätig war und Barbara Hubbard ihren akademischen Interessen nachging und begann Artikel und Essays über Bewusstseinsentwicklung und Zukunftsfragen zu verfassen. Gemeinsam hatten sie fünf Kinder.
Mitte der 1960er-Jahre erlebte Marx Hubbard einen Wendepunkt in ihrer intellektuellen Entwicklung. 1965 las sie Schriften des Mediziners und Zukunftsdenkers Jonas Salk über die Zukunft der Menschheit. Beide arrangierten ein Treffen, bei dem Salk sie lobte und sagte, sie habe seine Gedanken „besser ausgedrückt, als er selbst es je könnte“. Diese Begegnung ermutigte Marx Hubbard, nach Washington, D.C. zu gehen, um dort ihre Botschaft einer bewusst gesteuerten Evolution des menschlichen Bewusstseins zu verbreiten. Kurz darauf löste sie sich aus ihrem bisherigen familiären Umfeld: Sie ließ sich von Earl Hubbard scheiden und begann, eigenständig als Autorin und Vortragsrednerin zu arbeiten, wobei sie den Nachnamen Hubbard weiter benutzte.
In den späten 1960er- und 1970er-Jahren etablierte sich Barbara Marx Hubbard als Vordenkerin an der Schnittstelle von Wissenschaft, Spiritualität und Gesellschaftspolitik. Sie wirkte an der Gründung mehrerer zukunftsorientierter Organisationen mit, darunter dem Committee for the Future in Washington, D.C. Im Rahmen dieses Komitees initiierte sie eine Reihe interdisziplinärer Konferenzen unter dem Titel SYNCON („Synergistic Convergence“), bei denen Experten aus verschiedensten Bereichen zusammenkamen, um gemeinsame Lösungsansätze für globale Probleme zu erarbeiten.
Bei ihrer Tätigkeit arbeitete sie mit namhaften Persönlichkeiten wie Buckminster Fuller und dem Psychologen Abraham Maslow zusammen, der für die Maslowsche Bedürfnishierarchie bekannt wurde. Maslow unterstützte Marx Hubbard beispielsweise bei einem von ihr herausgegebenen Newsletter zur „evolutionären Transformation“ und stellte ihr sein Netzwerk an gleichgesinnten „guten Seelen“ zur Verfügung. In dieser Schaffensphase entwickelte Marx Hubbard viele ihrer zentralen Ideen und vermittelte sie einer wachsenden Anhängerschaft durch Bücher, Vorträge und sogar Fernsehformate. So produzierte sie 1982 die 13-teilige TV-Reihe „Potentials“, in der sie prominente Denker – etwa den Schriftsteller Ray Bradbury, den Kulturphilosophen Norman Cousins und den LSD-Befürworter Timothy Leary – zu Zukunftsthemen interviewte.
Ohne vorherige politische Ämter strebte sie an, Kandidatin für die Vizepräsidentschaft der USA bei den US-Präsidentschaftswahlen 1984 zu werden. Unter dem Motto Campaign for a Positive Future führte sie einen einjährigen Ideenwahlkampf, der von den Visionen von Abraham Maslow, Teilhard de Chardin und Buckminster Fuller inspiriert war. Ihr Programm sah unter anderem die Einrichtung eines „Friedensraums“ im Weißen Haus anstelle des Kriegssituationraums vor sowie die Schaffung eines offiziellen „Zukunftsamts“ beim Vizepräsidenten, das positive gesellschaftliche Innovationen identifizieren und fördern sollte. Tatsächlich gelang es Marx Hubbard, auf dem Nominierungsparteitag der Demokraten in San Francisco über 200 Delegierte davon zu überzeugen, ihren Namen offiziell in die Wahl zum Vizepräsidenten einzubringen. Damit durfte sie eine vielbeachtete Rede auf dem Parteitag der Demokraten halten, bei dem sie einen globalen Bewusstseinswandel forderte, wobei letztlich Geraldine Ferraro – die erste Frau auf einem großen Parteiticket – zur Vizepräsidentschaftskandidatin gewählt wurde, der auch Marx Hubbard selbst ihre Stimme gab.
1992 gründete sie in Kalifornien die Foundation for Conscious Evolution, eine Stiftung zur Verbreitung ihrer Ideen der bewussten Evolution. Sie war zudem an weiteren Initiativen beteiligt, etwa dem Projekt Global Family, der Association for Global New Thought und als frühes Mitglied der World Future Society, die sich der Erforschung langfristiger Zukunftsentwicklungen widmet. Marx Hubbard veröffentlichte zudem mehrere Bücher zu spirituellen und philosophischen Themen. Zu ihren Projekten gehörte auch eine 1.600-seitige Neuauslegung des Neuen Testaments. Im Jahr 2012 initiierte sie die Kampagne “Birth 2012”, mit der sie dem weltweiten Weltuntergangsgerede um den Maya-Kalender ein positives Gegenbild entgegensetzte. Am 22. Dezember 2012 – ihrem 83. Geburtstag – sollte ein globales Online-Treffen von über 100 Millionen Menschen als symbolische „Geburtsstunde“ eines neuen Zeitalters dienen, in der stillen Meditation vereint für den Aufbruch in eine neue und nachhaltige Zivilisation. In ihren letzten Lebensjahren lebte sie auf der Sunrise Ranch in Loveland, Colorado. Anfang April 2019 musste sie sich dort nach einer Knieverletzung in medizinische Behandlung begeben. Sie verstarb am 10. April 2019 im Alter von 89 Jahren im Krankenhaus, umgeben von ihren Angehörigen.

## Ideen und Einfluss
Marx Hubbard prägte den Begriff der bewussten Evolution (conscious evolution), mit dem sie einen Bewusstseins- und Entwicklungsprozess beschrieb, den Menschen aktiv steuern können, um die Zukunft positiv zu gestalten. Sie war überzeugt, dass die Menschheit dank wissenschaftlicher Fortschritte, spiritueller Einsichten und sozialer Innovationen kurz vor einem tiefgreifenden Wandel steht. Sie verglich die aktuelle globale Krise – geprägt von Krieg, Umweltzerstörung und sozialen Spannungen – mit Geburtswehen, die eine neue Zivilisationsstufe vorbereiten. Anstelle eines pessimistisch prognostizierten „Armageddon“ sah sie die Möglichkeit eines „planetaren Pfingstwunders“, bei dem „ausreichend viele Menschen erkennen, dass wir eins sind“ und dadurch einen Bewusstseinswandel herbeiführen können. In ihrem Weltbild würde ein solcher Wandel zu einer “Universellen Menschheit” führen – einer Gesellschaft, die Krieg und Knappheit überwunden hat und in der Kooperation, Kreativität und spirituelles Wachstum an die Stelle von Konkurrenz und Mangel treten. Marx Hubbard sprach in diesem Zusammenhang auch von „Ko-Kreation“, womit sie die gemeinschaftliche schöpferische Gestaltung der Zukunft durch die Menschheit und eine höhere geistige Kraft meinte. Technologische und soziale Errungenschaften sah sie als Mittel, um diese ko-kreative Zukunft zu verwirklichen, etwa durch Erforschung des Weltraums, neue Formen der Energiegewinnung und innovative Bildungsmodelle.
Charakteristisch für Marx Hubbards Ansatz war die Verknüpfung von spiritualistischen Ideen mit konkreten Zukunftsprojekten. Sie ließ sich von Denkern wie Pierre Teilhard de Chardin (der das Konzept der globalen “Noosphäre” entwickelte) und Abraham Maslow inspirieren. Sie bemühte sich durch die Gründung eigener Stiftungen und Organisationen auch an konkreten Schritten zur Umsetzung ihrer Visionen. Ihre SYNCON-Konferenzen waren ein direktes Experiment, um Menschen verschiedener Fachrichtungen an einen Tisch zu bringen und Synergien für Lösungen zu finden. Marx Hubbard betrachtete Kommunikation und Vernetzung als Schlüssel, um den „Funken des Wandels“ überspringen zu lassen – häufig zitierte sie hierzu die Hundert-Monkey-Hypothese, wonach sich ab einer kritischen Masse an Anhängern einer neuen Verhaltensweise plötzlich ein sprunghafter Durchbruch in der gesamten Population vollzieht. Sich selbst bezeichnete sie als „Freiwillige auf dem Planeten Erde“, angetrieben von „Gott, der Quelle“, und einer „tiefen, tiefen Liebe zur Schöpfung des menschlichen Potenzials“.
Mit ihren Ideen und Aktivitäten nahm Barbara Marx Hubbard erheblichen Einfluss auf die New-Age-Bewegung und verwandte Strömungen der Alternativkultur. So bezeichnete Deepak Chopra sie als eine Inspiration. Auch in futuristischen Kreisen wurde sie rezipiert: Als Mitglied der World Future Society und des Vorstands der National Space Society trat sie dafür ein, dass technologische Entwicklungen mit einem ethischen und spirituellen Bewusstsein einhergehen sollten. Beizeiten wurden ihre Vorschläge und Visionen von Kritikern als naiv und unrealistisch bezeichnet. Sie selbst hielt dem entgegen, dass jede große Veränderung einst als utopisch galt und nur durch beharrliche positive Vision schließlich realisiert werden könne. „Fehlschlag“ oder „Enttäuschung“ stünden nicht in ihrem Wortschaft bemerkte die LA Times 1985.

## Bibliografie
- The Evolutionary Journey: A Personal Guide to a Positive Future.  Evolutionary Press, 1982. ISBN 0-943408-01-6  (mit Neuauflage 1992)
- The Hunger of Eve: One Woman's Odyssey Toward the Future.  Island Pacific Northwest, 1989. ISBN 0-942133-00-5
- The Revelation: Our Crisis is a Birth (The Book of Co-Creation).  Foundation for Conscious Evolution, 1993. ISBN 0-9631032-0-2
- The Revelation: A Message of Hope for the New Millennium.  Nataraj Publishing, 1995 (2. Ausg.) ISBN 1-882591-21-6
- Conscious Evolution: Awakening the Power of Our Social Potential. New World Library, 1998. ISBN 1-57731-016-0
- Emergence: The Shift from Ego to Essence. Hampton Roads Publishing Company, 2001. ISBN 1-57174-204-2
- Birth 2012 & Beyond: Humanity's Great Shift to the Age of Conscious Evolution. Shift Books, 2012. ISBN 978-0-9848407-0-0
- Conscious Evolution: Awakening the Power of Our Social Potential.  Revised Edition. New World Library, 2015. ISBN 978-1-60868-117-4
- The Suprasexual rEvolution: Toward the Birth of a Universal Humanity. With Marian Head. Marlin Press, 2012 ISBN 978-0-9839209-3-9
- 52 Codes For Conscious Self Evolution: A Process of Metamorphosis to Realize Our Full Potential Self. With Carolyn Anderson. Foundation for Conscious Evolution, 2011 ISBN 978-0-9796259-0-9